# مصلصلة
المُصَلصِلَة وعازفها المُصَلصِلِيّ هي آلة قرع ضارية تُشغل باستخدام لوحة مفاتيح وتتكون من 23 أجراسًا من البرونز المصبوب على الأقل. تُعلّق الأجراس في نظام تعليق ثابت وضبطها بترتيب لوني بحيث يمكن سماعها بانسجام معًا. تُضرب بمصفقي متصل بلوحة مفاتيح بهراوات خشبية تتحكم بها اليدان والدواسات بالأقدام. يغلب أن توجد في أبراج النواقيس، وأن تملكها الكنائس أو الجامعات أو البلديات. قد تتضمن نظامًا آليًا يُعلن به عن الوقت وتُشغل الألحان البسيطة على مدار اليوم.
الصور

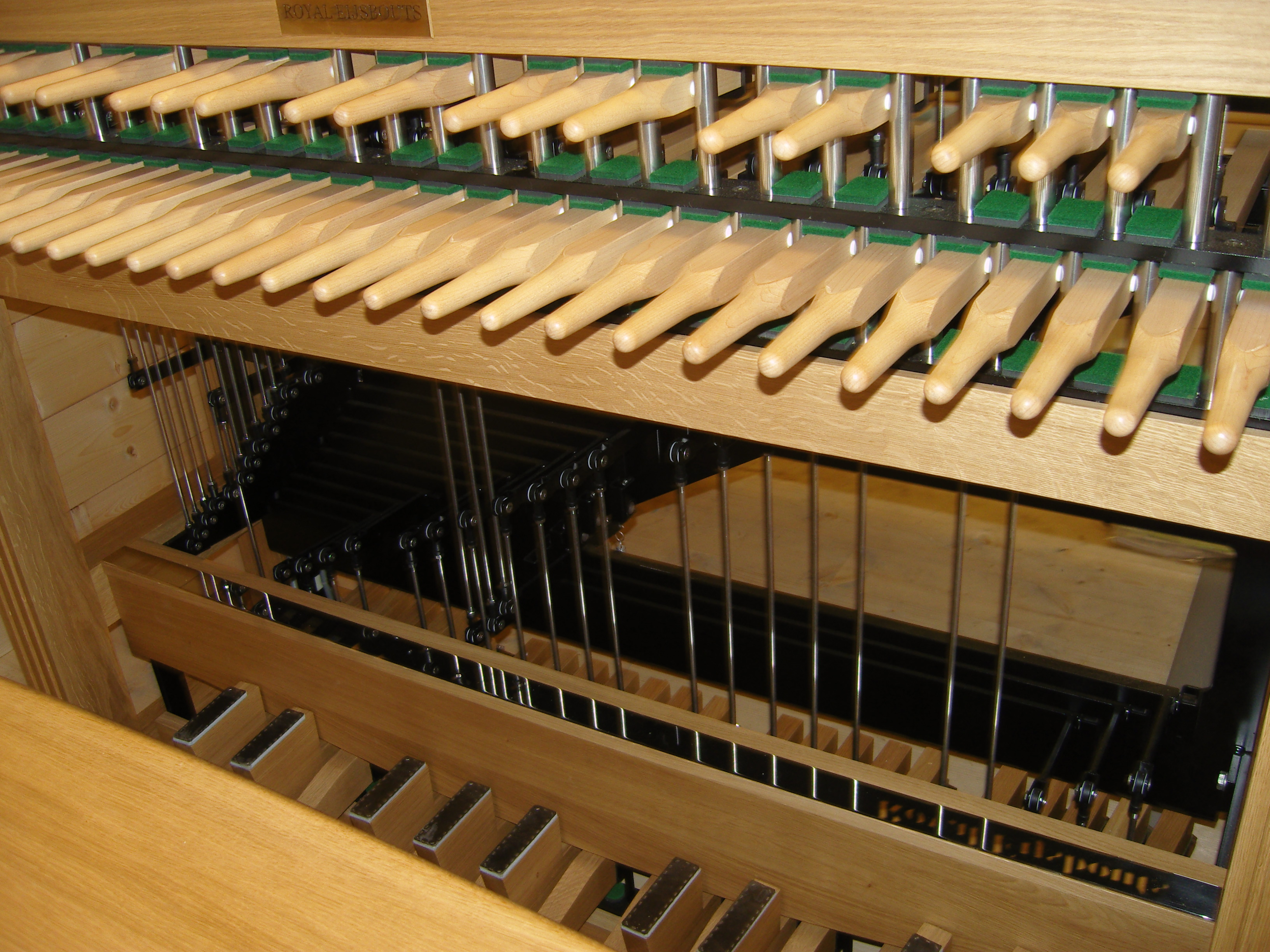
مصلصلة في كنيسة القلب الأقدس في مان ولوار في فرنسا
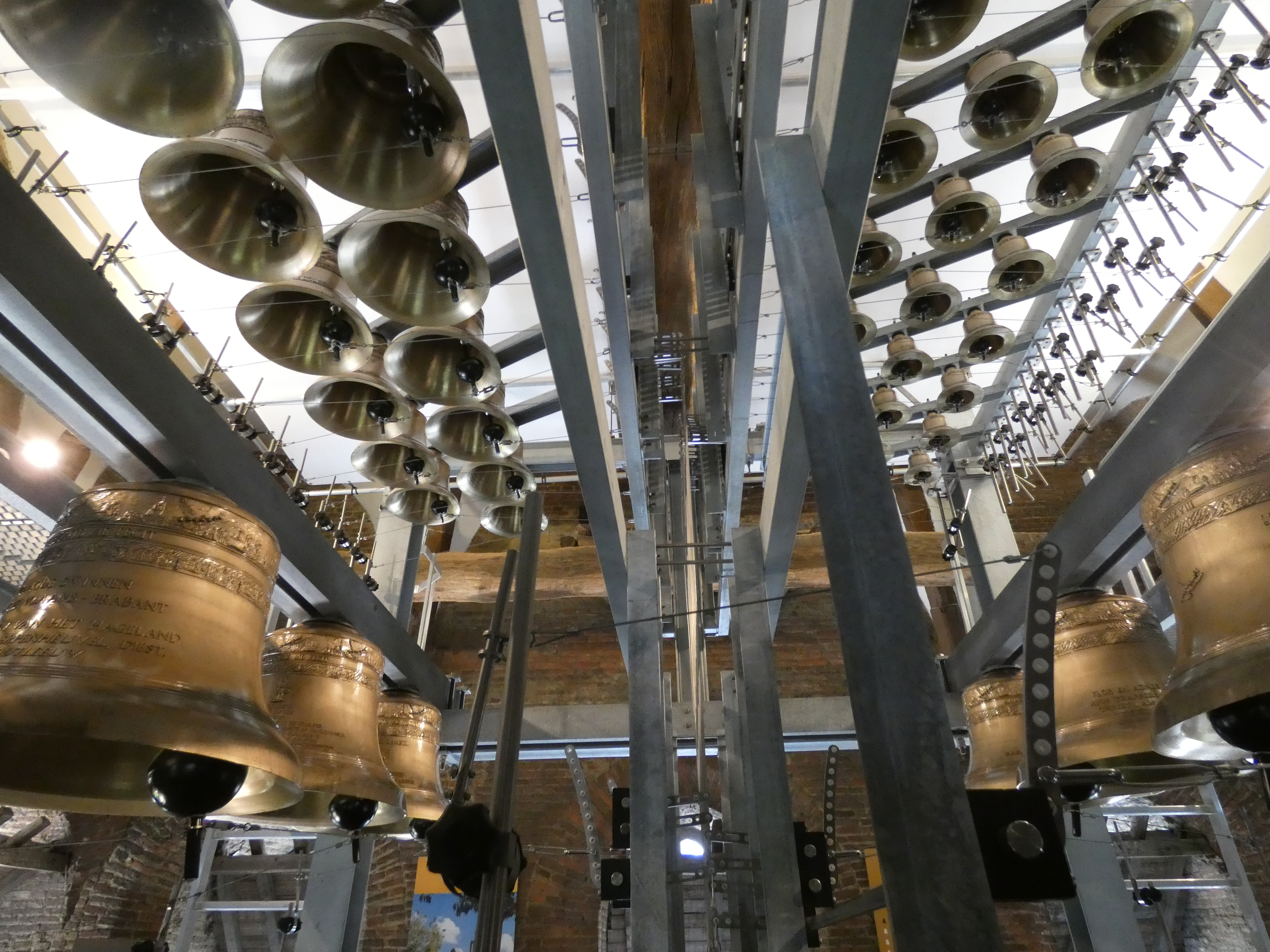
منظر الأجراس ونظام الإرسال لـ 49 جرسًا بلجيكا
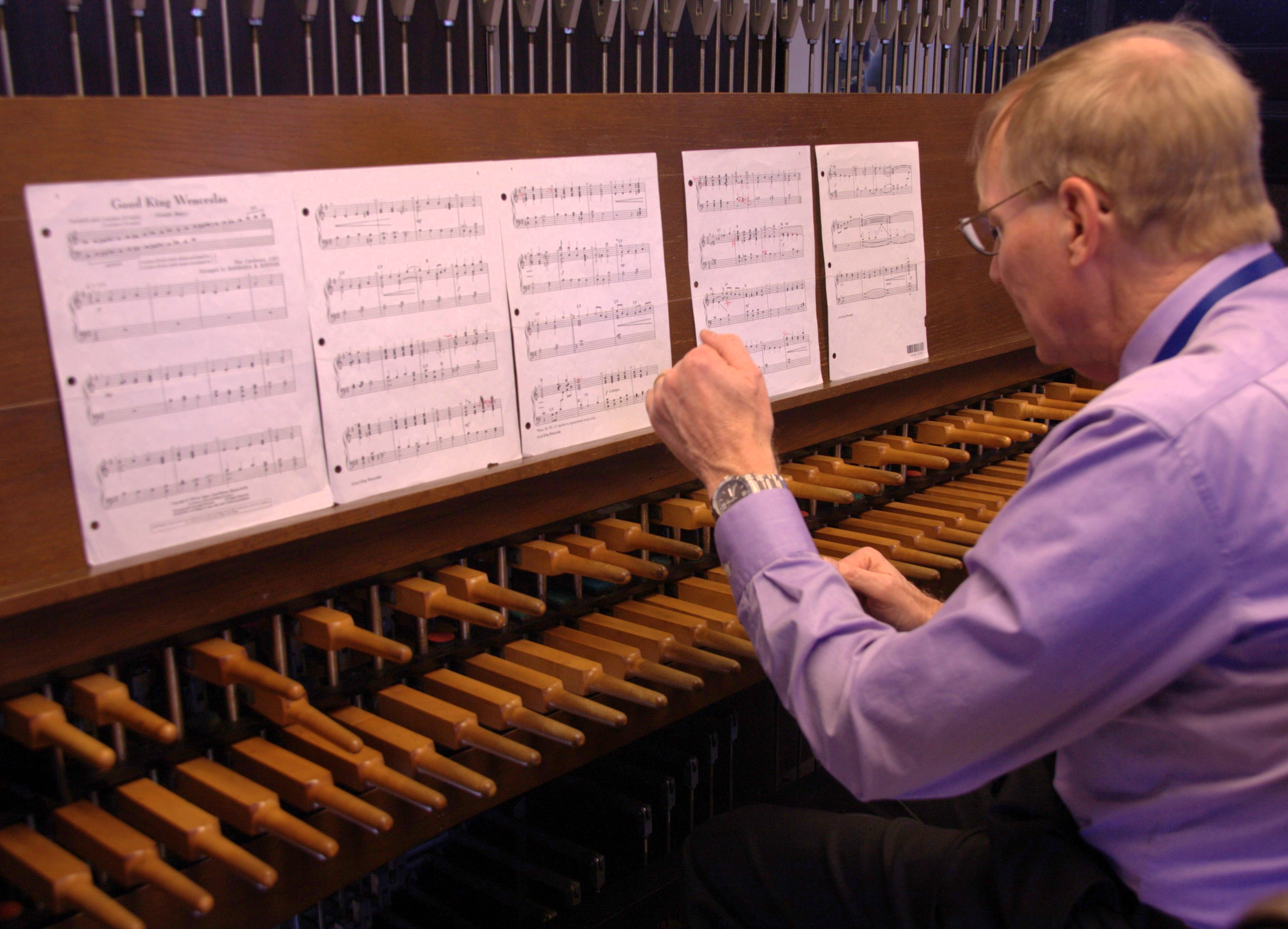
عازفٌ على مصلصلة ذات 56 جرس في روشستر مِنِسوتة في الولايات المتحدة
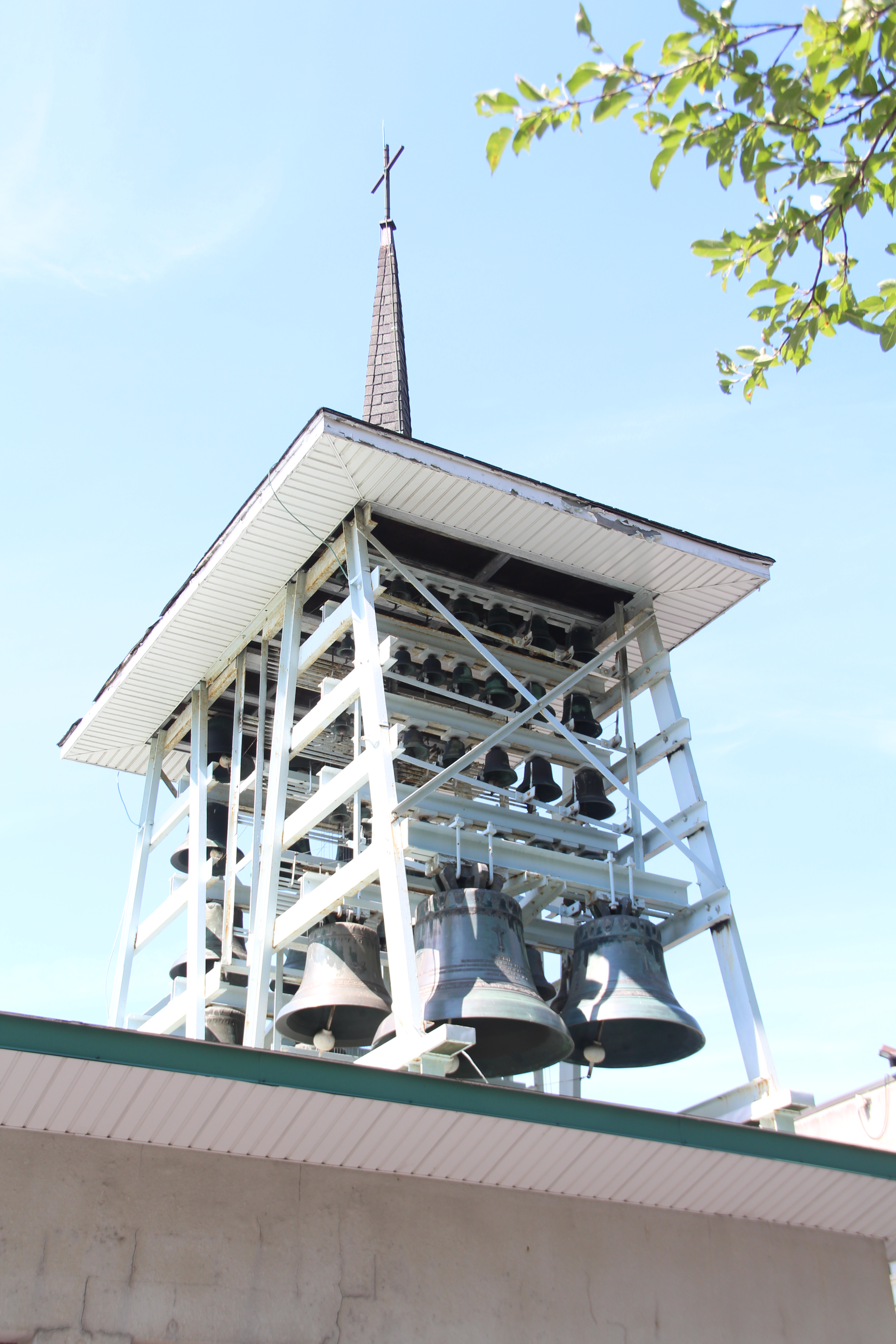
صلصلة ذات 56 جرسًا في مُنتريال بكندا
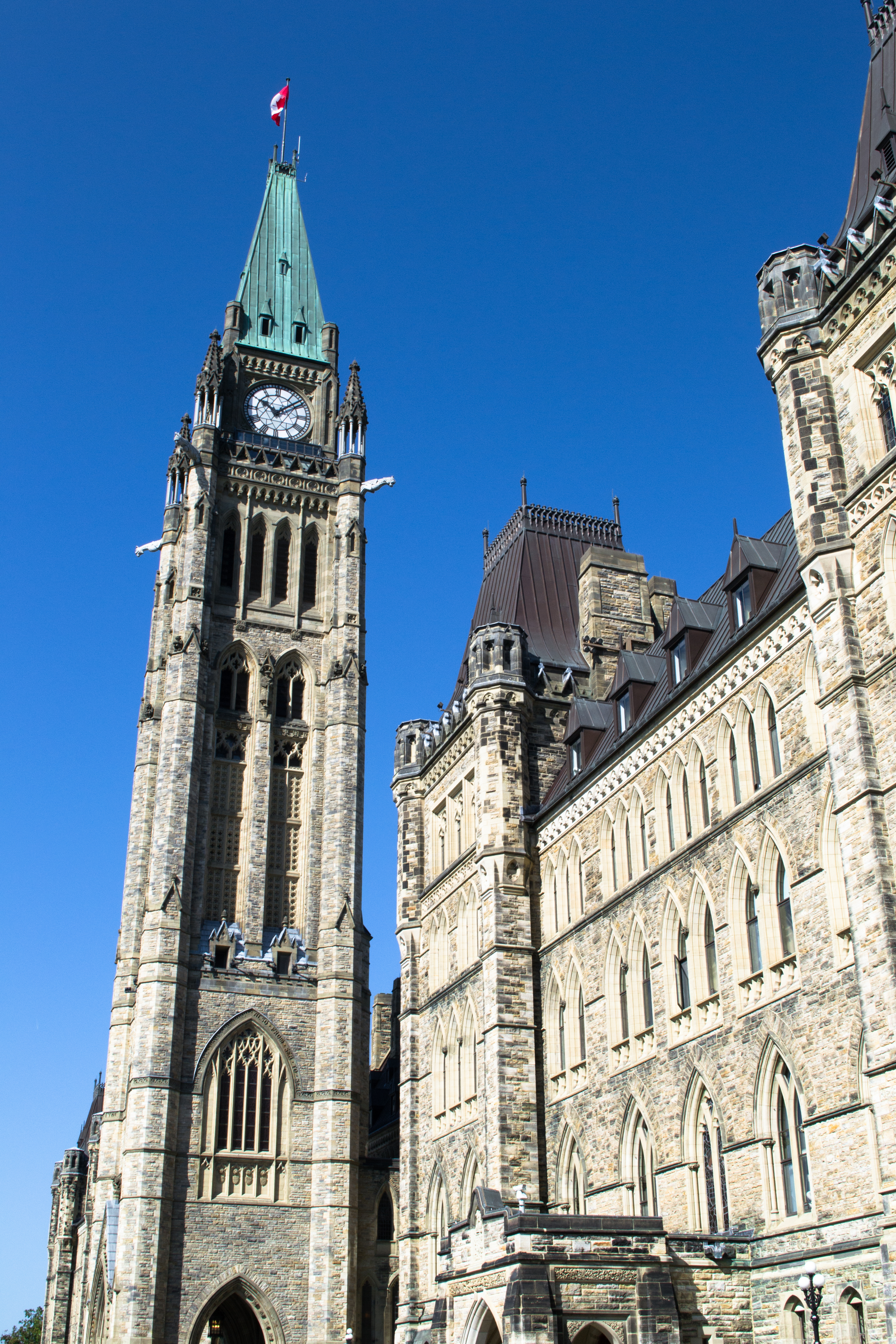
برج السلام في أُتاوة في كندا موطن مصلصلة من 53 جرسًا